# Mini-Zoo (Arboretum Bramy Morawskiej)
Mini-Zoo je v Arboretu Bramy Morawskiej v Lese Obora v městské čtvrti Obora města Racibórz (Ratiboř) v jižním Polsku. Geograficky se nachází také v mezoregionu Ratibořská kotlina v Horním Slezsku.

## Historie a popis
Mini-Zoo, je v podstatě spíše zookoutkem, který v sedmi voliérách a čtyřech výbězích představuje ptáky a savce reprezentující všechny pevninské zoogeografické oblasti mimo etiopské. Mini-Zoo, vystavuje např. kamerunské kozy, kamerunské ovce, shetlandské poníky, osly, daňky, pávy, bažanty, kačeny, husy, slepice, poštolky, morčata, králíky, papoušky a hrdličky. Mini-Zoo vznikalo společně s Arboretem Bramy Morawskiej.

## Další informace
Mini-Zoo je bezplatně a celoročně volně přístupná v čase otvíracích hodin.

## Galerie

Expozice v Zoo
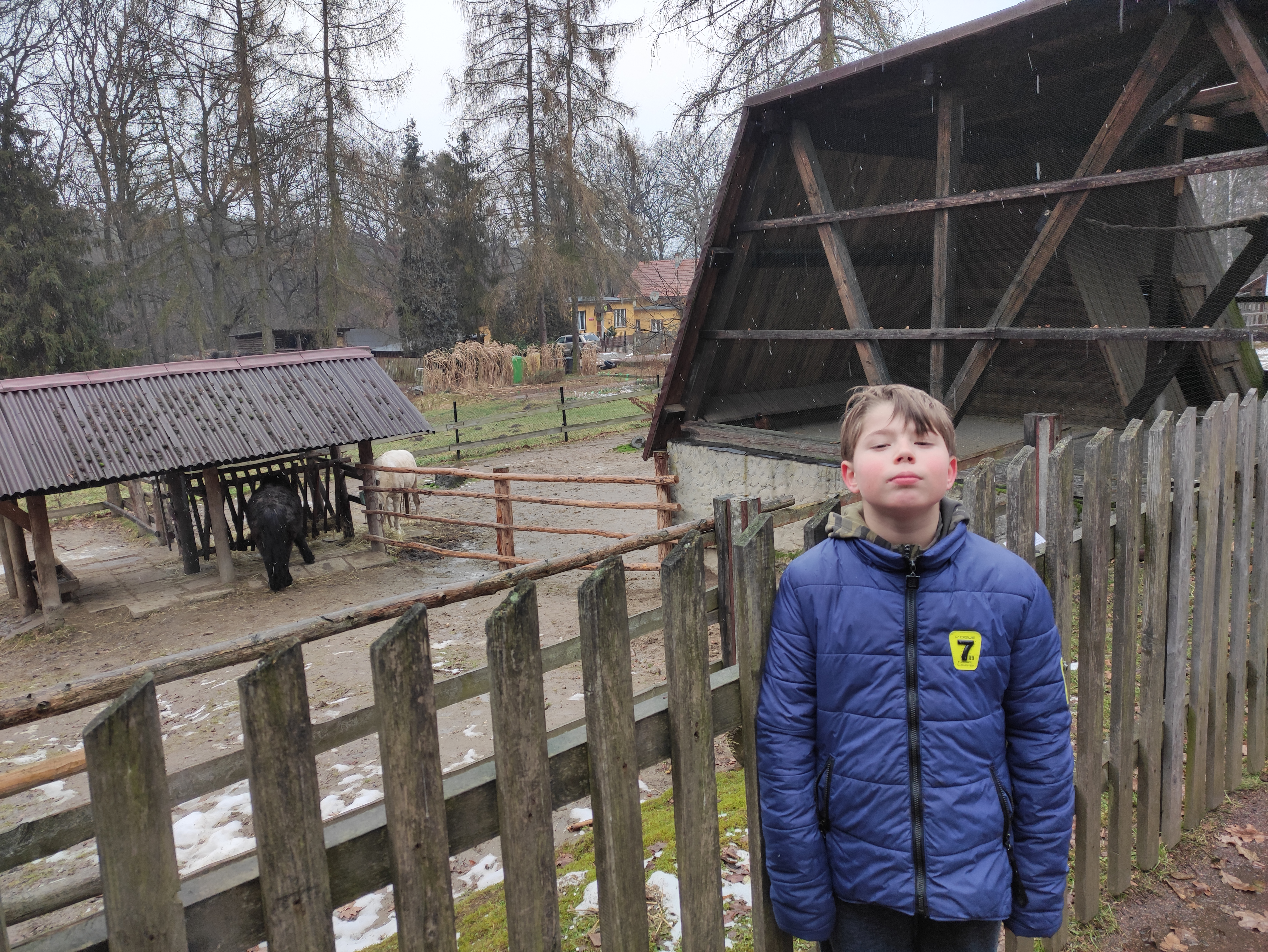
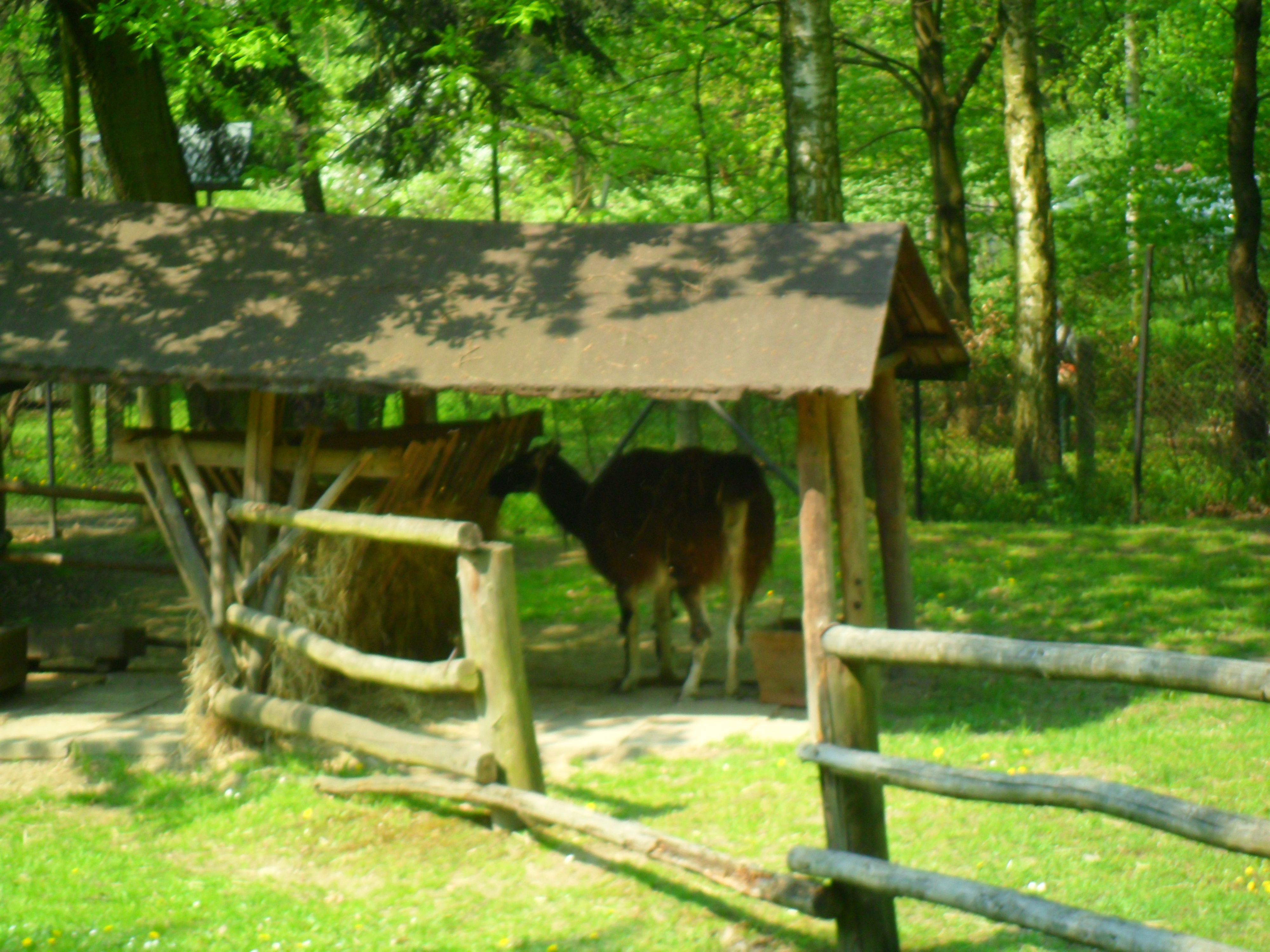
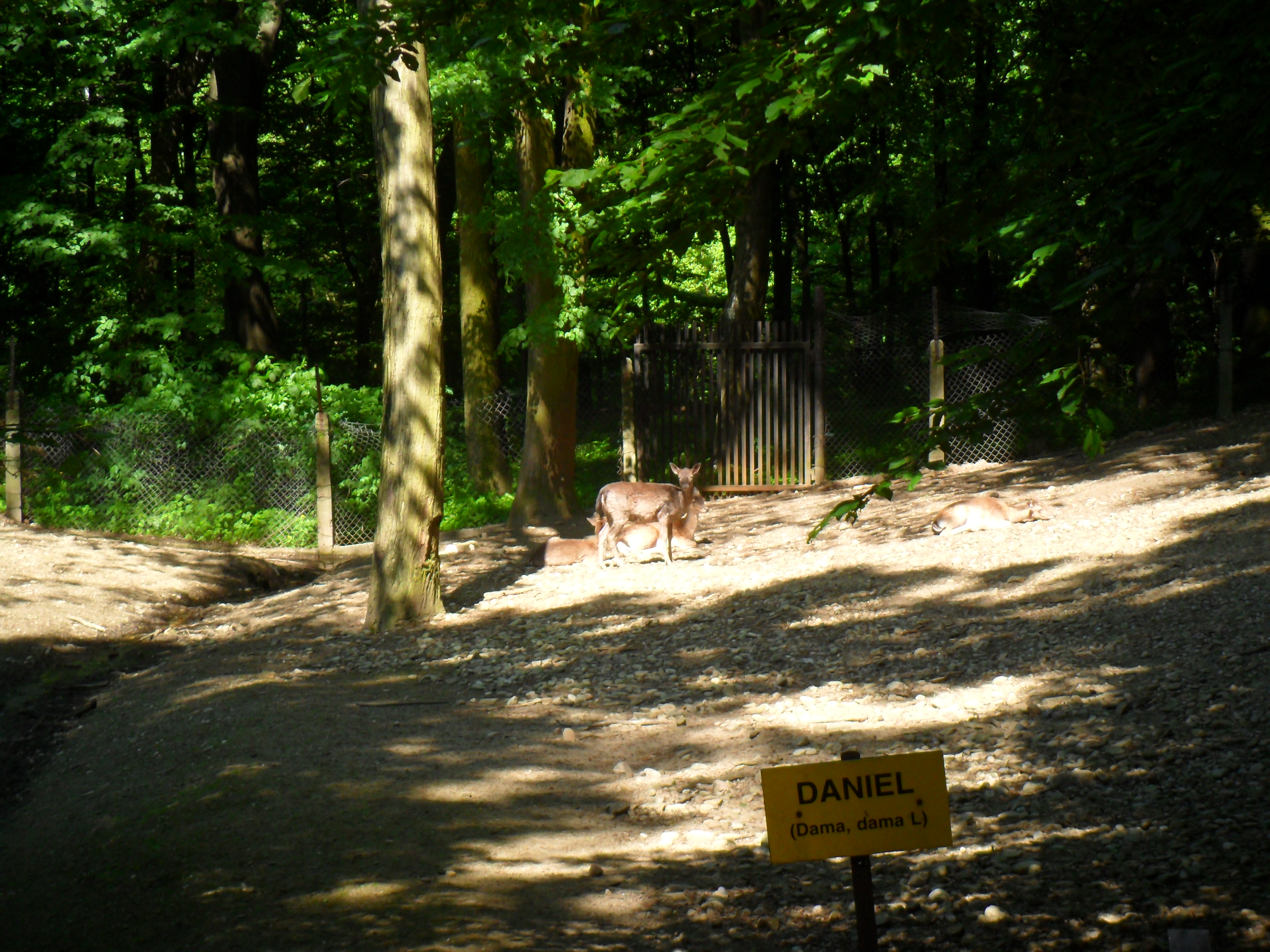
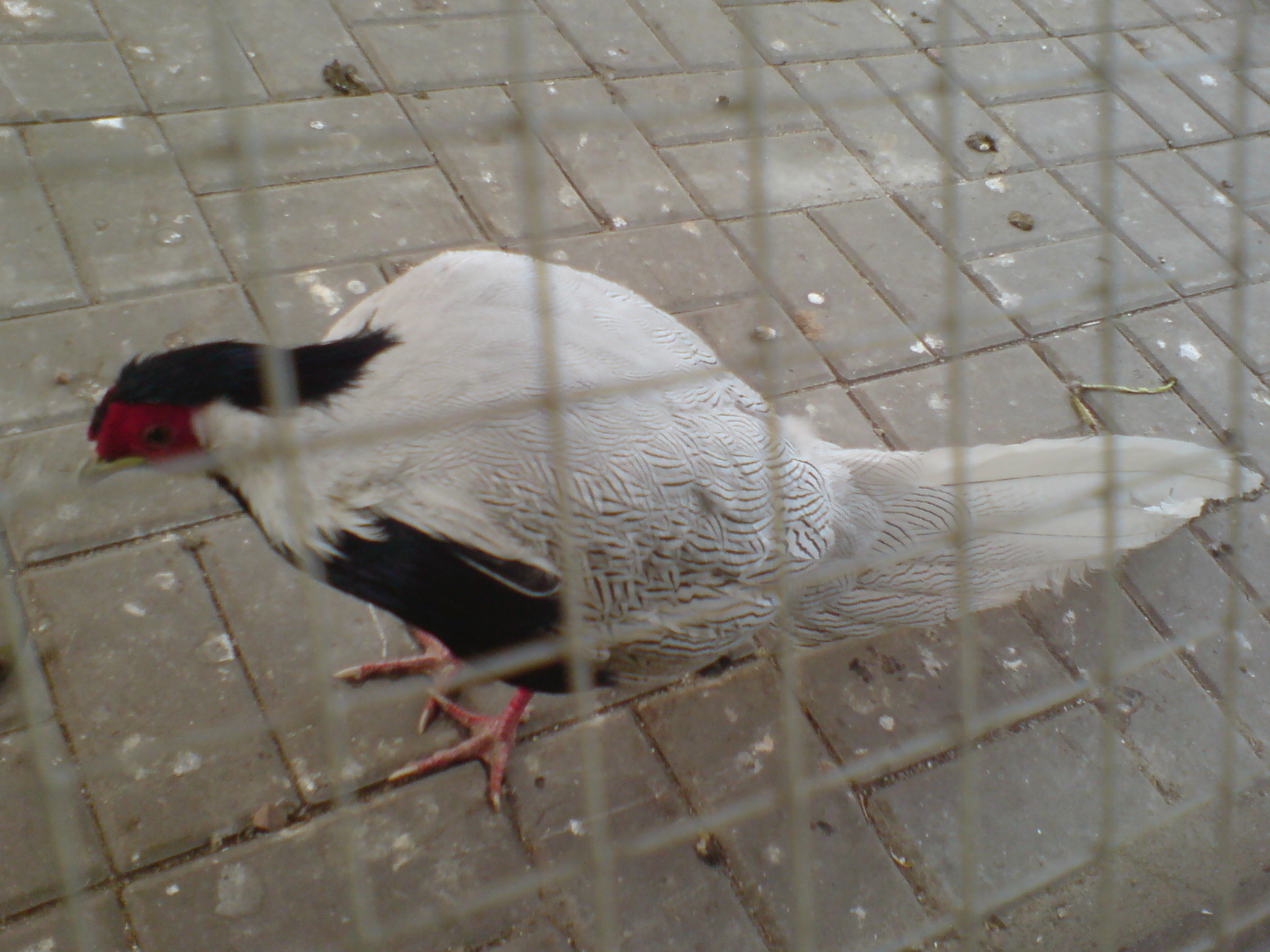
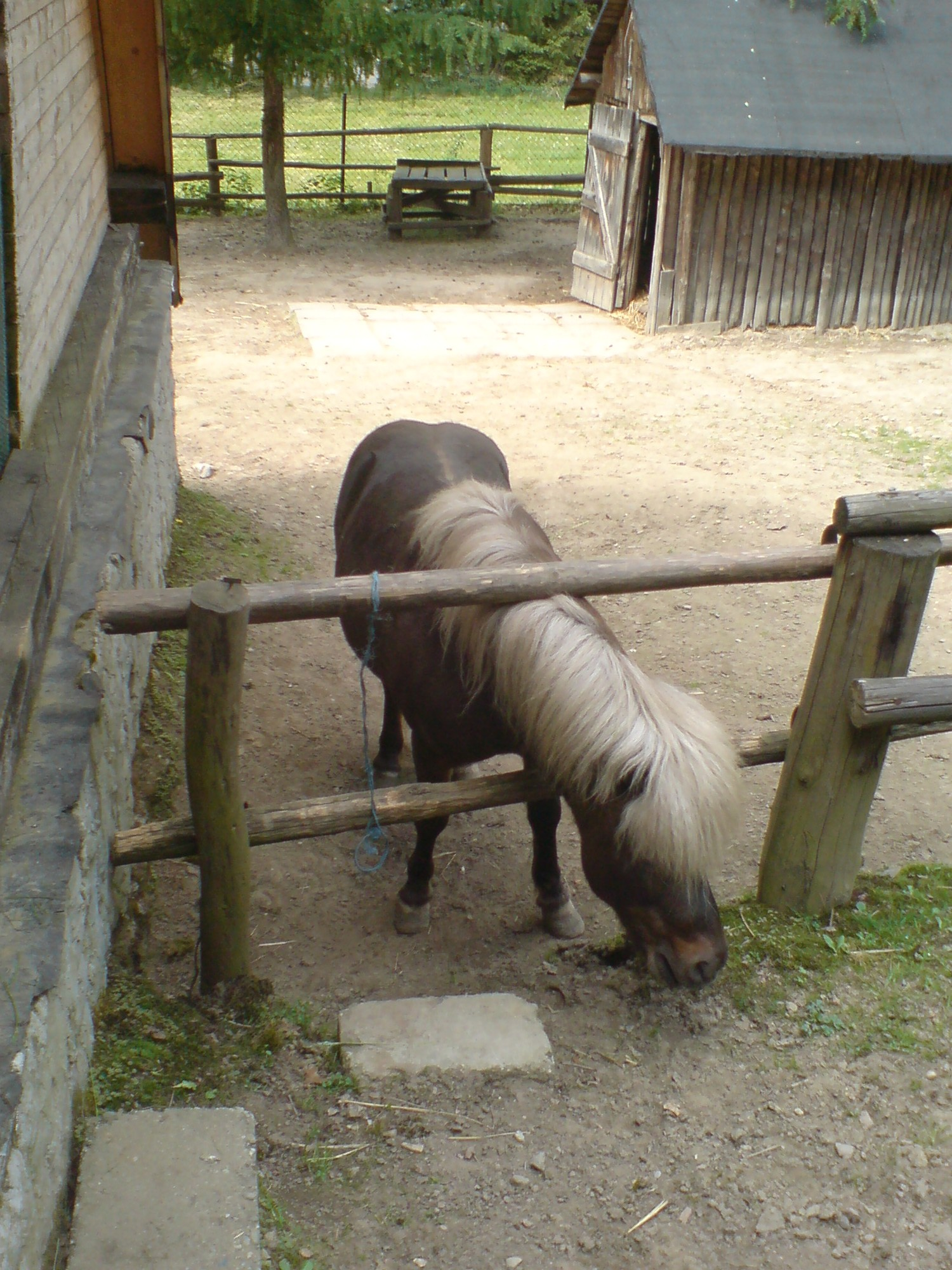
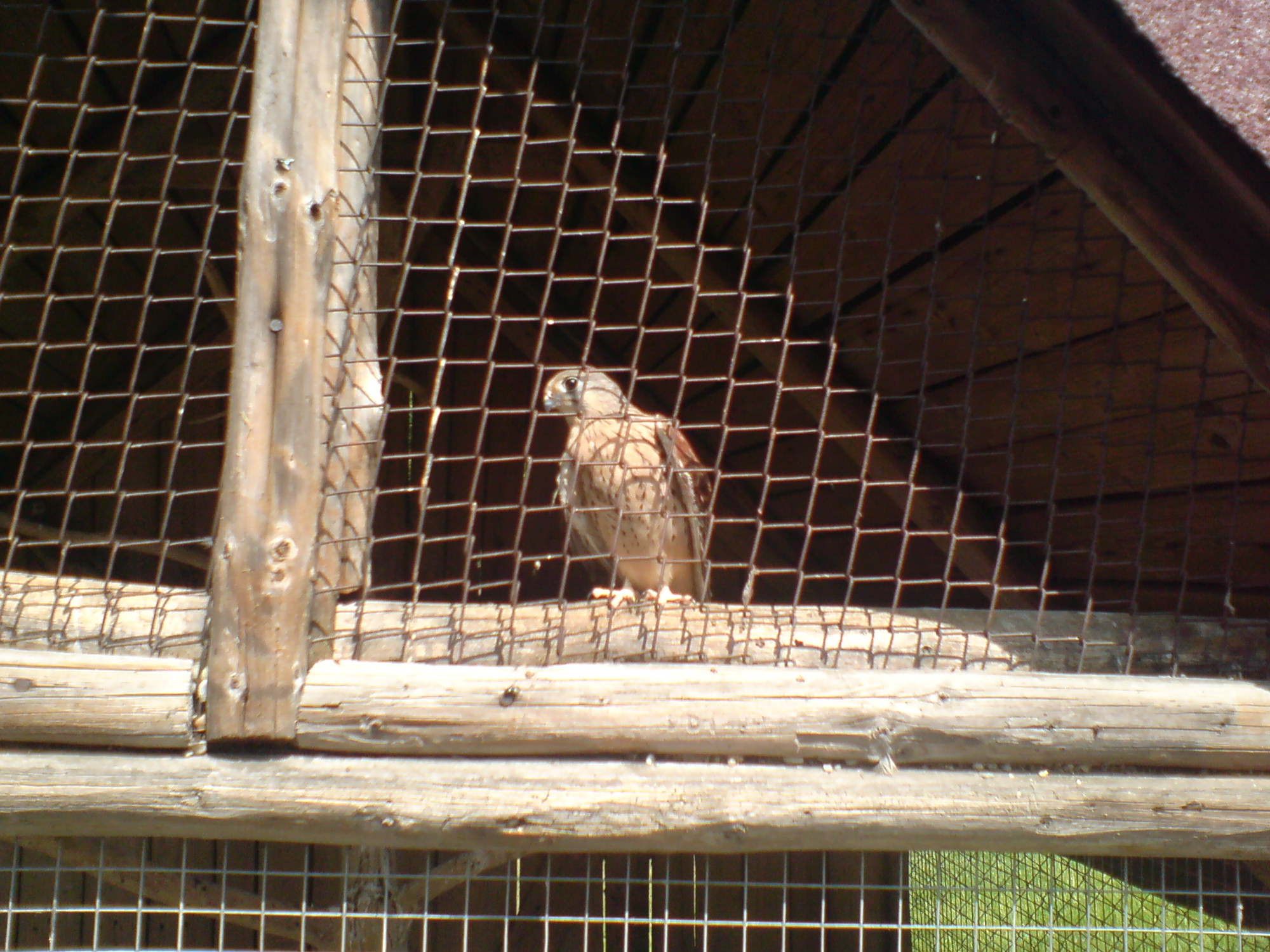